# Koreografi
Koreografi (græsk: danseskrift) var oprindeligt en notation af dansebevægelser. I dag menes koreografi først og fremmest med komposition og rækkefølge af bevægelserne i dans. I den bredeste betydning bruges koreografi også til andre sekvenser med bevægelse, for eksempel i kampsportsscener i film, som for eksempel i de kinesiske Kung Fu film med Jackie Chan og Jet Li.
Skriftlige optegnelser af dansebevægelser kaldes dansenotation.
En koreograf er en stillingsbetegnelse for en kunstner der skaber danseforestillinger.

## Internationalt kendte koreografer
- George Balanchine (1904–1983)
- Michel Fokine (1880–1942)
- Bob Fosse (1927–1987)
- Martha Graham (1894–1991)
- Gene Kelly (1912–1996)